# Верхньоколимський улус
Верхньоколимський улус (якут. Үөһээ Халыма улууhа, рос. Верхнеколымский улус) — муніципальний район на північному сході Республіки Саха (Якутія). Адміністративний центр — смт Зирянка. Утворений 30 квітня 1954 року.

## Населення
Населення району становить 4 435 особи (2013).

## Адміністративний поділ
Район адміністративно поділяється на 6 муніципальних утворень, в яких є по одному населеному пункту.